# 湯姆·格拉維斯
湯姆·格拉維斯（英語：Tom Graves；1970年2月3日—）是美国的一位政治人物。自2013年開始，他是喬治亞州第十四國會選區選出的聯邦眾議員。他的黨籍是共和黨。在當選國會議員之前，格拉維斯是佐治亚州众议院的議員。